# Mikołaj z Pniew
Mikołaj z Pniew (zm. 31 października 1431) – polski dominikanin i inkwizytor, wieloletni prowincjał polskiej prowincji dominikańskiej.
Pochodził z Pniew, ale o jego młodości nie wiadomo nic poza tym, że wstąpił do zakonu dominikanów. W 1410 był przeorem konwentu poznańskiego, a w 1419 inkwizytorem diecezji krakowskiej. Był definitorem kapituły generalnej zakonu we Fryburgu w 1419. Zgromadzenie to powierzyło mu urząd prowincjała polskiej prowincji dominikanów, który sprawował przez dwanaście lat, gdyż kapituły prowincjonalne polskich dominikanów trzykrotnie zatwierdzały go na tym stanowisku (1419, 1425 i 1429). Był definitorem kapituł generalnych w 1421 i 1426. W 1431 zrezygnował ze stanowiska prowincjała i osiadł w konwencie krakowskim. Kilka miesięcy po rezygnacji zmarł.